# Slimnic
Slimnic (en hongrois : Szelindek) est une commune du județ de Sibiu en Roumanie.